# Fuksja

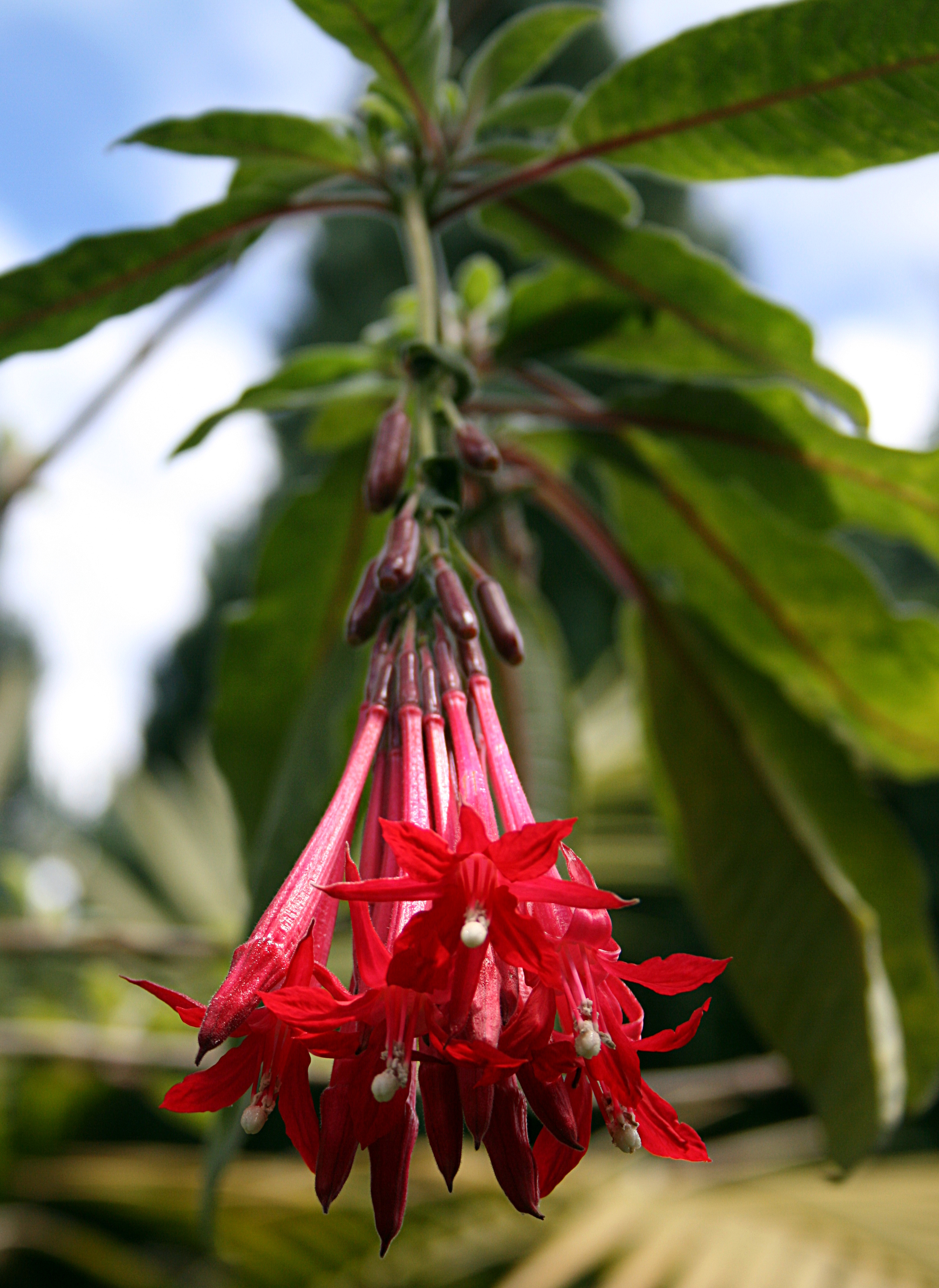
Fuksja boliwijska

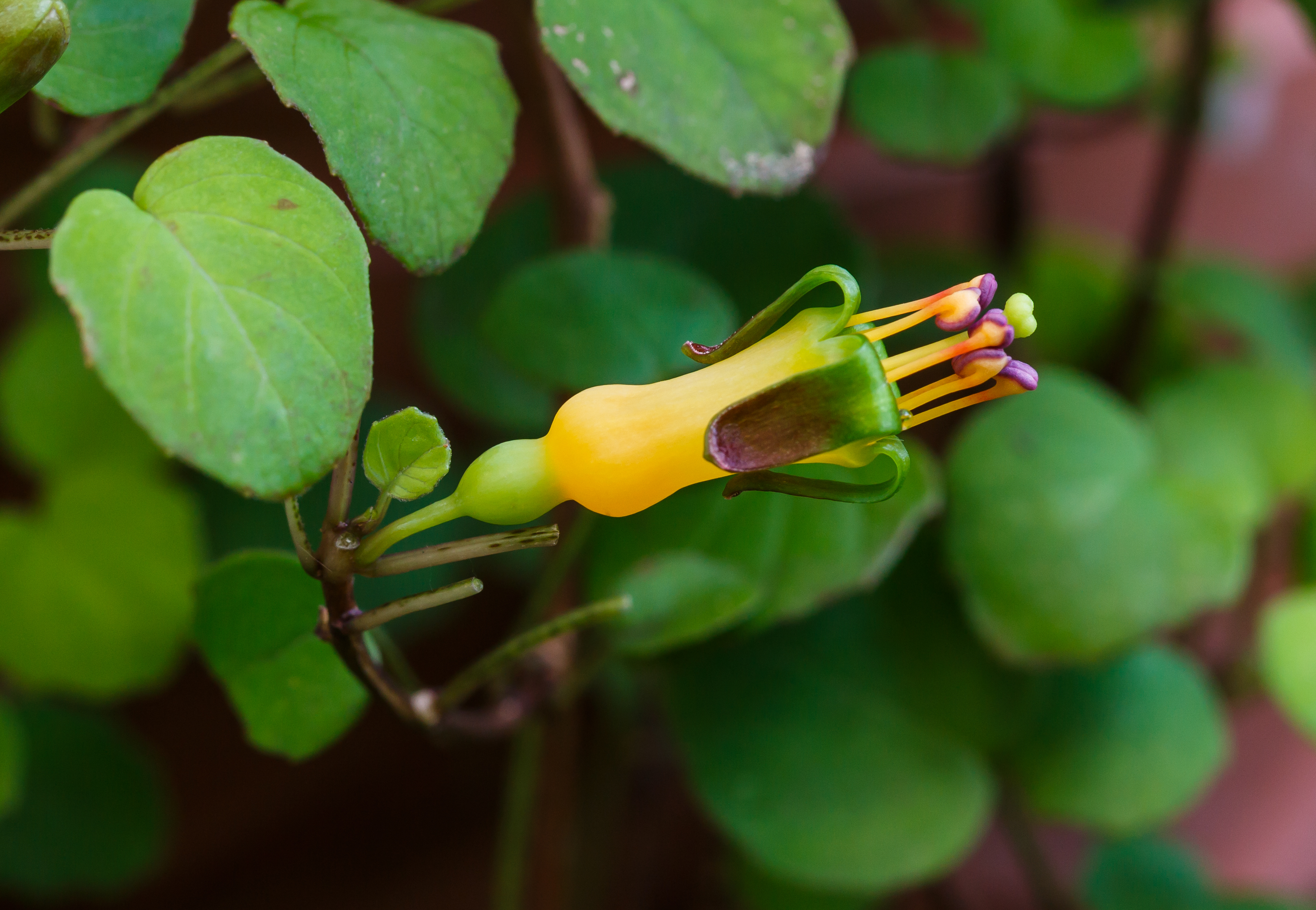
Fuchsia procumbens

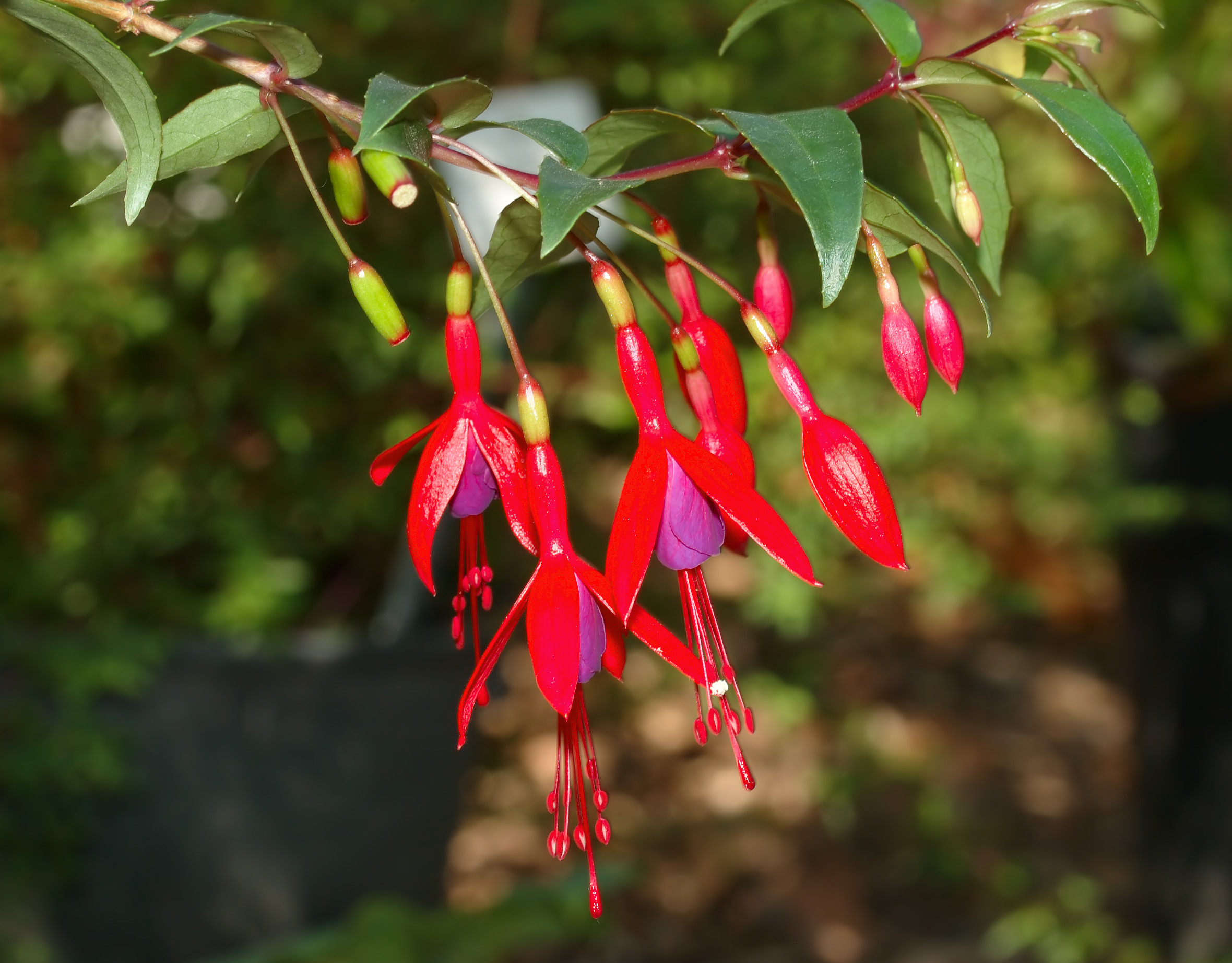
Kwiaty Fuchsia regia

Fuksja, ułanka (Fuchsia L.) – rodzaj roślin z rodziny wiesiołkowatych (Onagraceae). Obejmuje 108 gatunków. Rośliny te występują w naturze głównie w Ameryce Środkowej i Południowej z centrum zróżnicowania w Andach, tylko pojedyncze gatunki pochodzą spoza tego obszaru – cztery z Nowej Zelandii i jeden z Tahiti. Rośliny te występują głównie w formacjach leśnych i zaroślowych. Ich kwiaty zapylane są głównie przez kolibrowate (ornitogamiczne). Także nasiona są zwykle rozprzestrzeniane przez ptaki żywiące się soczystymi owocami zawierającymi drobne nasiona.
Liczne gatunki i tysiące kultywarów, w tym głównie mieszańców, uprawianych jest jako rośliny ozdobne. W klimacie umiarkowanym w gruncie uprawiana jest fuksja magellańska F. magellanica z południowych krańców Ameryki Południowej i jej mieszańce. Niektóre gatunki wykorzystywane są także jako rośliny lecznicze.
Nazwa rodzajowa została nadana w XVII wieku przez Charlesa Plumiera dla upamiętnienia niemieckiego botanika Leonharta Fuchsa (1501–1566).

## Morfologia

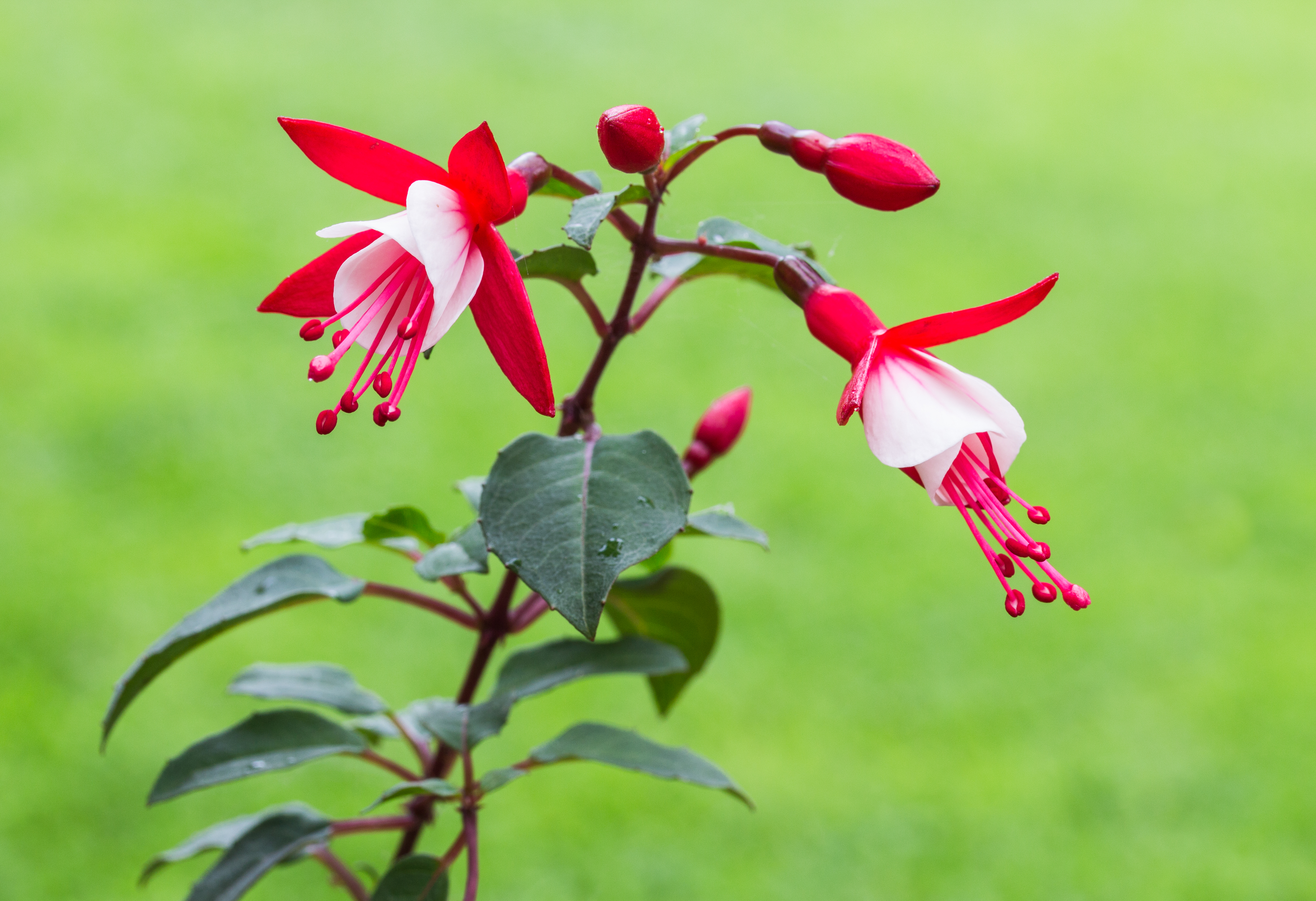
Fuksja 'Twinny'

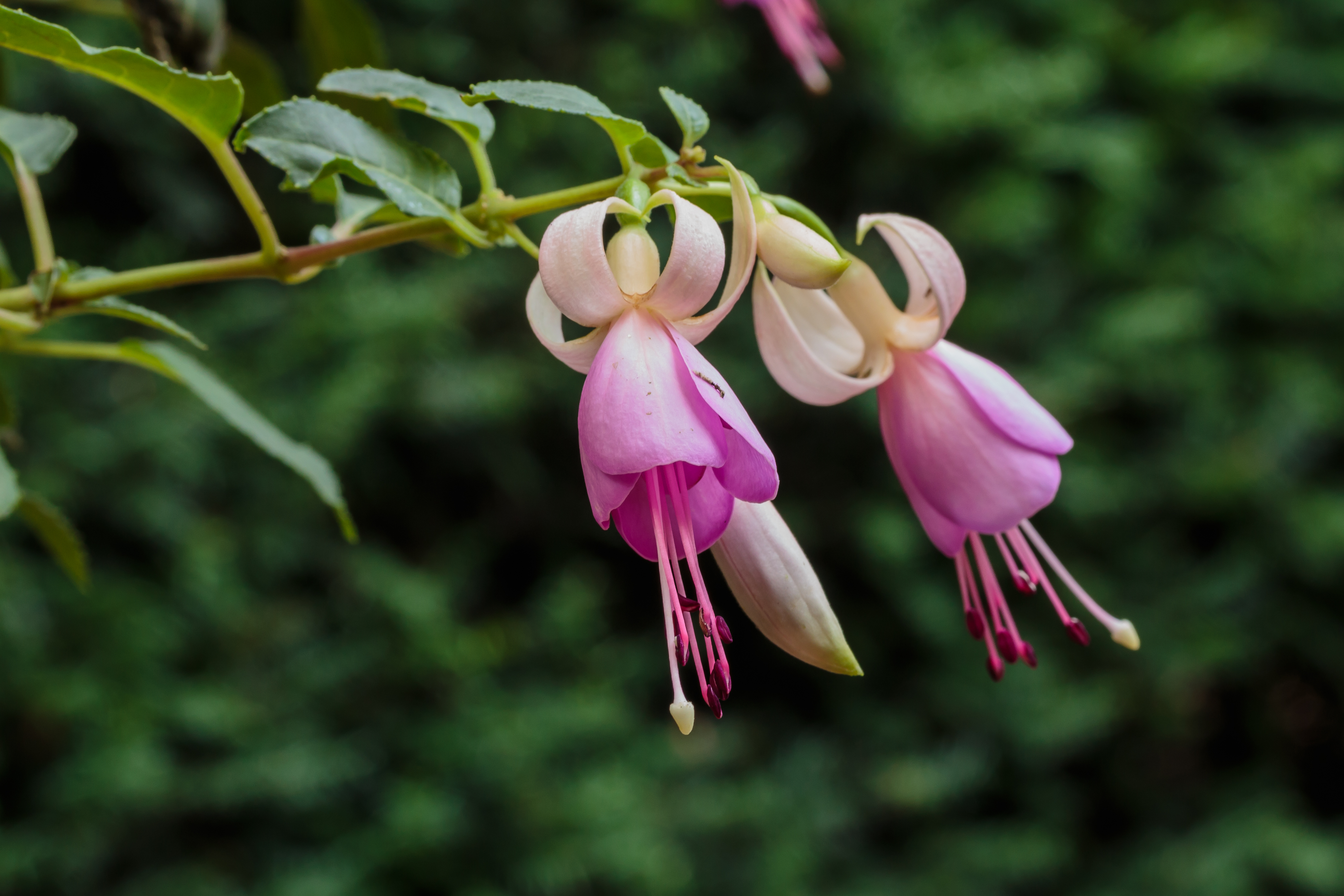
Fuksja 'Toos'

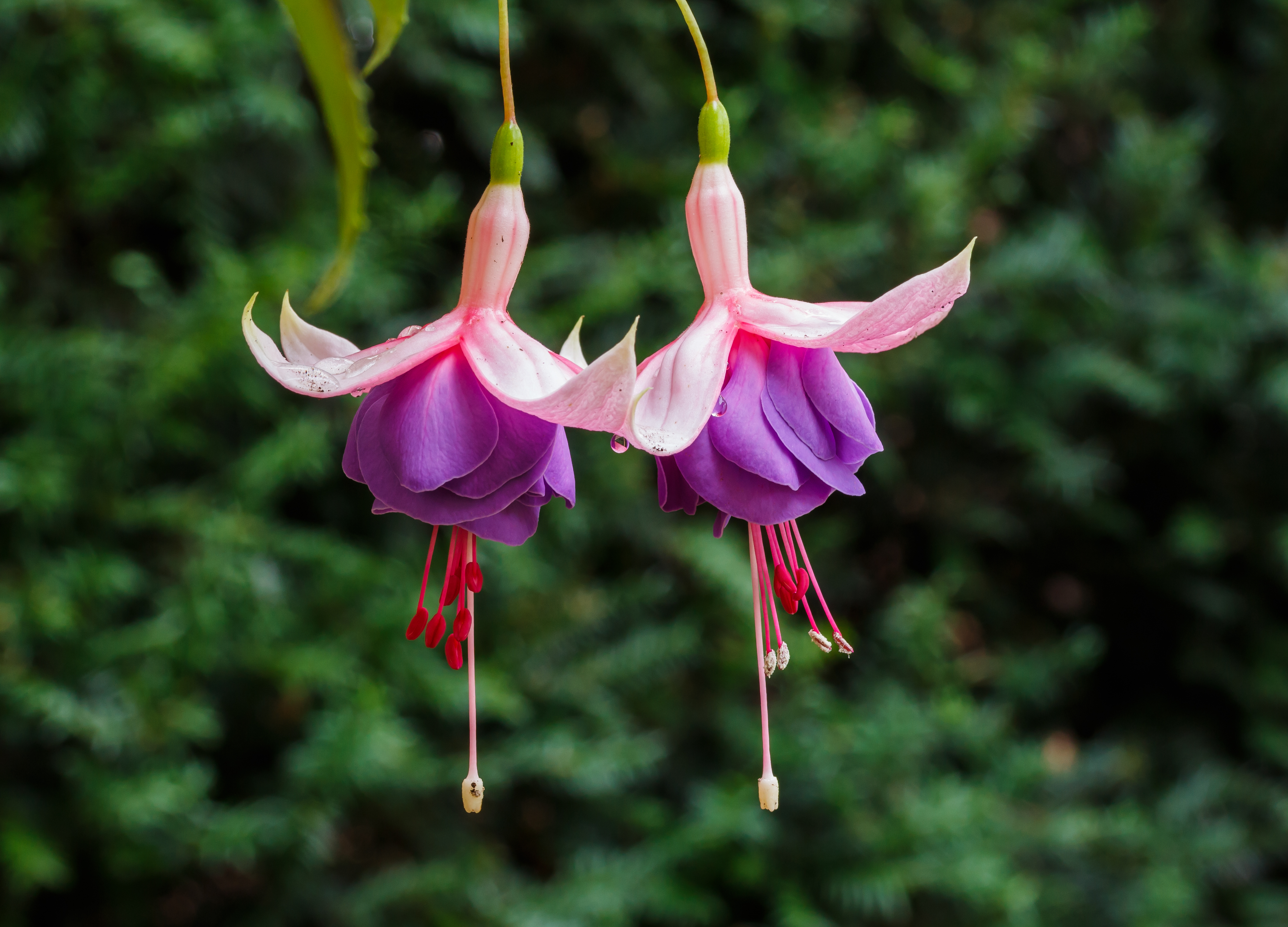
Fuksja 'Cymon'

PokrójZrzucające liście lub wiecznie zielone byliny, krzewy lub małe drzewa, osiągające do 12 m wysokości. Niektóre są epifitami i pnączami. Część wykształca bulwy.
LiścieZimozielone i sezonowe, naprzeciwległe.
KwiatyU większości gatunków zwisające na szypułkach wyrastających pojedynczo w kątach liści, czasem w pęczkach. Okwiat składa się z czterodziałkowego kielicha i czteropłatkowej korony (czasem korona zredukowana), listki obu zrośnięte w rurki, z końcami działek kielicha odgiętymi, oba okółki barwne, często kontrastowo. Najczęściej w różnych odcieniach czerwieni i fioletu, ale także białe, pomarańczowe, zielonkawe. Pręcików jest 8, wystających z rurki korony. Zalążnia dolna, powstaje z czterech owocolistków zawierających liczne zalążki. Szyjka słupka jedna, zwieńczona czterodzielnym znamieniem.
OwoceOwocem jest niewielka (5–25 mm) jadalna jagoda zawierająca wiele małych nasion.

## Systematyka
Pozycja systematyczna
Rodzaj z podrodziny Onagroideae z rodziny wiesiołkowatych (Onagraceae). Blisko spokrewniony z rodzajem czartawa Circaea.
Wykaz gatunków
- Fuchsia abrupta I.M.Johnst.
- Fuchsia alpestris Gardner
- Fuchsia ampliata Benth.
- Fuchsia andrei I.M.Johnst.
- Fuchsia apetala Ruiz & Pav.
- Fuchsia aquaviridis P.E.Berry
- Fuchsia arborescens Sims – fuksja drzewiasta
- Fuchsia austromontana I.M.Johnst.
- Fuchsia ayavacensis Kunth
- Fuchsia × bacillaris Lindl.
- Fuchsia boliviana Carrière – fuksja boliwijska
- Fuchsia bracelinae Munz
- Fuchsia brevilobis P.E.Berry
- Fuchsia campii P.E.Berry
- Fuchsia campos-portoi Pilg. & G.K.Schulze
- Fuchsia canescens Benth.
- Fuchsia caucana P.E.Berry
- Fuchsia ceracea P.E.Berry
- Fuchsia cestroides Schulze-Menz
- Fuchsia chloroloba I.M.Johnst.
- Fuchsia cinerea P.E.Berry
- Fuchsia coccinea Aiton
- Fuchsia cochabambana P.E.Berry
- Fuchsia × colensoi Hook.f.
- Fuchsia confertifolia Fielding & Gardner
- Fuchsia coriaceifolia P.E.Berry
- Fuchsia corollata Benth.
- Fuchsia corymbiflora Ruiz & Pav.
- Fuchsia crassistipula P.E.Berry
- Fuchsia cuatrecasasii Munz
- Fuchsia cyrtandroides J.W.Moore
- Fuchsia decidua Standl.
- Fuchsia decussata Ruiz & Pav.
- Fuchsia denticulata Ruiz & Pav.
- Fuchsia dependens Hook.
- Fuchsia encliandra (Zucc.) Steud.
- Fuchsia excorticata (J.R.Forst. & G.Forst.) L.f.
- Fuchsia × experscandens Allan
- Fuchsia ferreyrae P.E.Berry
- Fuchsia fontinalis J.F.Macbr.
- Fuchsia fulgens Moc. & Sessé ex DC.
- Fuchsia furfuracea I.M.Johnst.
- Fuchsia garleppiana Kuntze & Wittm.
- Fuchsia gehrigeri Munz
- Fuchsia glaberrima I.M.Johnst.
- Fuchsia glazioviana Taub.
- Fuchsia harlingii Munz
- Fuchsia hartwegii Benth.
- Fuchsia hatschbachii P.E.Berry
- Fuchsia hirtella Kunth
- Fuchsia huanucoensis P.E.Berry
- Fuchsia hypoleuca I.M.Johnst.
- Fuchsia inflata Schulze-Menz
- Fuchsia insignis Hemsl.
- Fuchsia jimenezii Breedlove, P.E.Berry & P.H.Raven
- Fuchsia juntasensis Kuntze
- Fuchsia kirkii Hook.f. ex Kirk
- Fuchsia lehmannii Munz
- Fuchsia llewelynii J.F.Macbr.
- Fuchsia loxensis Kunth
- Fuchsia lycioides Andrews
- Fuchsia macropetala C.Presl
- Fuchsia macrophylla I.M.Johnst.
- Fuchsia macrostigma Benth.
- Fuchsia magdalenae Munz
- Fuchsia magellanica Lam. – fuksja magellańska
- Fuchsia mathewsii J.F.Macbr.
- Fuchsia membranacea Hemsl.
- Fuchsia mezae P.E.Berry & Hermsen
- Fuchsia microphylla Kunth
- Fuchsia nana P.E.Berry
- Fuchsia nigricans Linden ex Planch.
- Fuchsia obconica Breedlove
- Fuchsia orientalis P.E.Berry
- Fuchsia ovalis Ruiz & Pav.
- Fuchsia pachyrrhiza P.E.Berry & B.A.Stein
- Fuchsia pallescens Diels
- Fuchsia paniculata Lindl.
- Fuchsia parviflora Lindl.
- Fuchsia perscandens Cockayne & Allan
- Fuchsia petiolaris Kunth
- Fuchsia pilaloensis P.E.Berry
- Fuchsia pilosa Fielding & Gardner
- Fuchsia polyantha Killip ex Munz
- Fuchsia pringsheimii Urb.
- Fuchsia procumbens R.Cunn. – fuksja płożąca
- Fuchsia putumayensis Munz
- Fuchsia ravenii Breedlove
- Fuchsia regia (Vand. ex Vell.) Munz
- Fuchsia rivularis J.F.Macbr.
- Fuchsia salicifolia Hemsl.
- Fuchsia sanctae-rosae Kuntze
- Fuchsia sanmartina P.E.Berry
- Fuchsia scabriuscula Benth.
- Fuchsia scherffiana André
- Fuchsia sessilifolia Benth.
- Fuchsia simplicicaulis Ruiz & Pav.
- Fuchsia splendens Zucc.
- Fuchsia steyermarkii P.E.Berry
- Fuchsia summa P.E.Berry
- Fuchsia sylvatica Benth.
- Fuchsia thymifolia Kunth
- Fuchsia tillettiana Munz
- Fuchsia tincta I.M.Johnst.
- Fuchsia triphylla L.
- Fuchsia tunariensis Kuntze
- Fuchsia vargasiana Munz ex Vargas
- Fuchsia venusta Kunth
- Fuchsia verrucosa Hartw. ex Benth.
- Fuchsia vulcanica André
- Fuchsia wurdackii Munz

## Zastosowanie

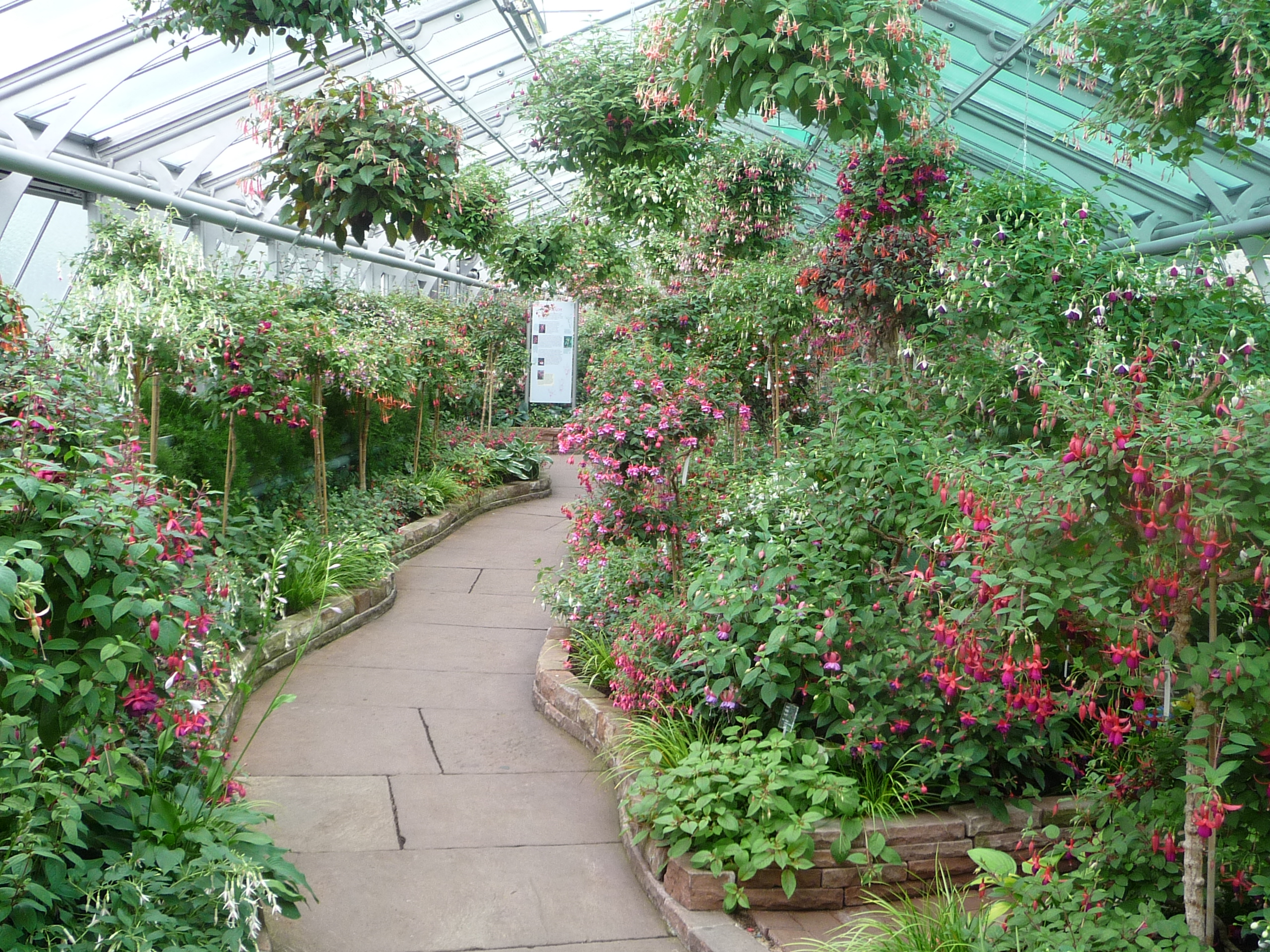
Kolekcja fuksji w ogrodzie Wilhelma

- Rośliny ozdobne: Wiele gatunków jest uprawianych ze względu na piękne, zwisające kwiaty jako rośliny pokojowe, często także w różnych pojemnikach są uprawiane na balkonie, werandzie i w ogrodzie. Uprawiane są głównie kultywary będące mieszańcami międzygatunkowymi. Wiele z nich wyhodowanych zostało przez dawnych jeszcze ogrodników i często kłopotliwe lub niemożliwe jest ustalenie ich pochodzenia. Dlatego też często fuksje mieszańcowe, zarówno te o znanym, jak i nieznanym pochodzeniu oznaczane są jedną wspólną nazwą fuksja mieszańcowa Fuchsia ×hybrida.

## Uprawa
- Wymagania. Fuksje wymagają żyznej ziemi z dużą zawartością próchnicy i musi ona być stale wilgotna. Zbyt suche podłoże powoduje opadanie kwiatów. Bezpośrednie słońce nie jest odpowiednie, najlepiej rosną w niewielkim zacienieniu. Źle tolerują przeciągi, wiatr zrywa im kwiaty. Nie są odporne na przemarzanie.
- Sposób uprawy. Wymagają regularnego nawożenia, najlepiej wieloskładnikowymi nawozami płynnymi. Młode rośliny przesadza się do większych doniczek na wiosnę co rok, starsze co 2–3 lata. Na wiosnę przycina się je, pozostawiając 2–3 zeszłoroczne oczka. Silnie rozrastające się okazy przycina się również w ciągu lata. Przycinanie wpływa na ich lepsze krzewienie się.
- Rozmnażanie. Przez sadzonkowanie z niezdrewniałych pędów o długości 8–10 cm. Pobiera się je w sierpniu, najlepiej z podstawy pędu głównego. Można również sadzonki pobierać w lutym z młodych pędów pojawiających się na przezimowanej roślinie. Sadzonki ukorzenia się w temperaturze 20–22 °C. Należy pamiętać, by po kilku tygodniach uszczyknąć wierzchołek fuksji, dzięki czemu roślina lepiej się rozkrzewi. Po dwóch miesiącach fuksję na stałe przesadza się w duże pojemniki i regularnie podlewa[8].